# 세르게이 프로쿠딘고르스키
세르게이 미하일로비치 프로쿠딘고르스키(러시아어: Сергей Михайлович Прокудин-Горский, 1863년 8월 30일~1944년 9월 27일)는 러시아 제국의 화학자이자 사진작가로 활동했다. 그는 컬러 사진 분야의 선구적인 업적과 20세기 초 러시아를 기록하려는 노력으로 가장 잘 알려져 있다.
프로쿠딘고르스키는 니콜라이 2세가 제공한 철도 차량 암실을 이용하여 1909년부터 1915년까지 러시아 제국을 여행하였다. 그의 부정적인 의견들 중 일부는 사라졌지만, 대다수는 그가 죽은 후 미국 의회도서관에 가게 되었다. 2000년부터 네거티브는 디지털화되고 각 피사체에 대한 컬러 트리플은 디지털 방식으로 결합되어 1세기 이상 전부터 러시아와 그 이웃 국가들에 대한 수백 개의 고품질의 컬러 이미지를 만들어냈다.

## 전기

### 어린 시절
프로쿠딘고르스키는 현재 블라디미르주 키르자흐스키구에 있는 푸니코바 고라의 조상 대대로의 영지에서 태어났다. 그의 부모는 러시아 귀족이었고, 그 가족은 오랜 군대 역사를 가지고 있었다. 그들은 상트페테르부르크로 이사했고, 프로쿠딘고르스키는 드미트리 멘델레예프 밑에서 화학을 공부하기 위해 상트페테르부르크 공과대학교에 등록했다. 그는 또한 상트페테르부르크 미술대학에서 음악과 그림을 공부했다.

### 결혼 및 사진 분야 경력
1890년, 프로쿠딘고르스키는 안나 알렉산드로브나 라브로바와 결혼하여 두 아들 미하일과 드미트리, 그리고 딸 에카테리나를 낳았다. 러시아의 기업가 알렉산드르 스테파노비치 라브로프의 딸이다. 프로쿠딘고르스키는 이후 상트페테르부르크 근교의 라브로프 금속공장의 이사장이 되었고, 10월 혁명이 일어날 때까지 그 자리를 지켰다. 그는 또한 러시아에서 가장 오래된 사진 협회인 IRTS의 사진 부문에 가입하여 논문을 발표하고 사진 과학을 강의했다.

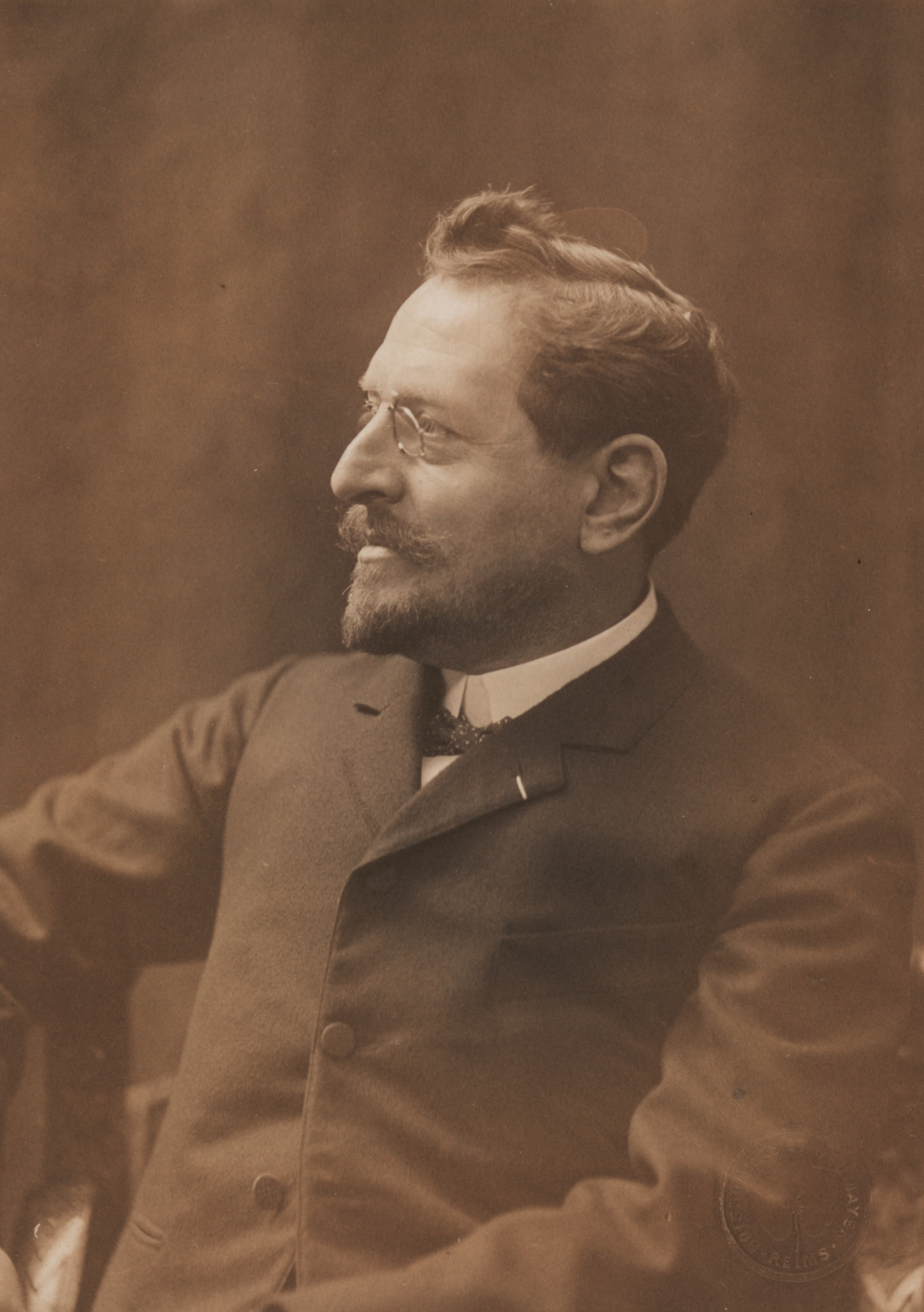
세르게이 프로쿠딘고르스키(1906년)

1901년, 프로쿠딘고르스키는 상트페테르부르크에 사진 스튜디오와 실험실을 설립했다. 이듬해 베를린으로 건너가 당시 독일에서 가장 진보한 의사였던 광화학 교수 아돌프 미에테와 함께 6주 동안 색감작과 삼색 사진을 연구했다. 프로쿠딘고르스키의 사진 작업, 출판물, 슬라이드 쇼는 러시아, 독일, 프랑스의 다른 과학자들과 사진가들에게 찬사를 받았고, 1906년 그는 IRTS 사진 섹션의 회장으로 선출되었다. 1920년부터 1932년까지 왕립 사진 협회의 회원이었다.

### 만년 및 사망
1920년 프로쿠딘고르스키는 재혼하여 조수 마리아 페도로브나네 셰드리나와 딸을 낳았다. 그의 가족은 마침내 1922년 파리에 정착했고, 그의 첫 번째 아내와 자식들과 재회했다. 프로쿠딘고르스키는 자신의 네 번째 아이 엘카의 이름을 따서 세 명의 성인 자녀와 함께 사진관을 세웠다. 1930년대, 노년층인 프로쿠딘고르스키는 그의 러시아 사진을 프랑스에 있는 젊은 러시아인들에게 보여주는 강의를 계속했지만, 상업적인 일을 그만두고 그의 아이들에게 스튜디오를 맡겼다. 1944년 9월 27일 파리에서 사망하였다. 생트제네비예프데보이스 러시아 묘지에 안장되었다.

## 같이 보기
- 앤설 애덤스